# Креодонти
Креодонти (Creodonta) — ряд вимерлих хижих ссавців. Вперше їх описав у 1877 році Едвард Дрінкер Коп. Нині відомо 45 видів креодонтів.
Креодонти були панівними хижими видами в ранньому третинному періоді, 55-35 млн років тому. Попри зовнішню схожість із сучасними хижаками, сучасна наука вважає, що креодонти не були предками хижаків, а мали з ними спільного предка, не залишивши нащадків серед сучасних ссавців. Основна відмінність від сучасних хижаків полягала в іншій будові щелепи, через що вона була малорухомою: креодонти, подібно до крокодилів, вміли перекушувати жертву, але не могли її обгризати. Гірше розвинений (порівняно з хижаками) був і мозок креодонтів.
Рештки креодонтів виявлені в Європі, Азії, Північній Америці та Африці. У тропічній Африці креодонти змогли дожити до міоцену.

## Причини вимирання

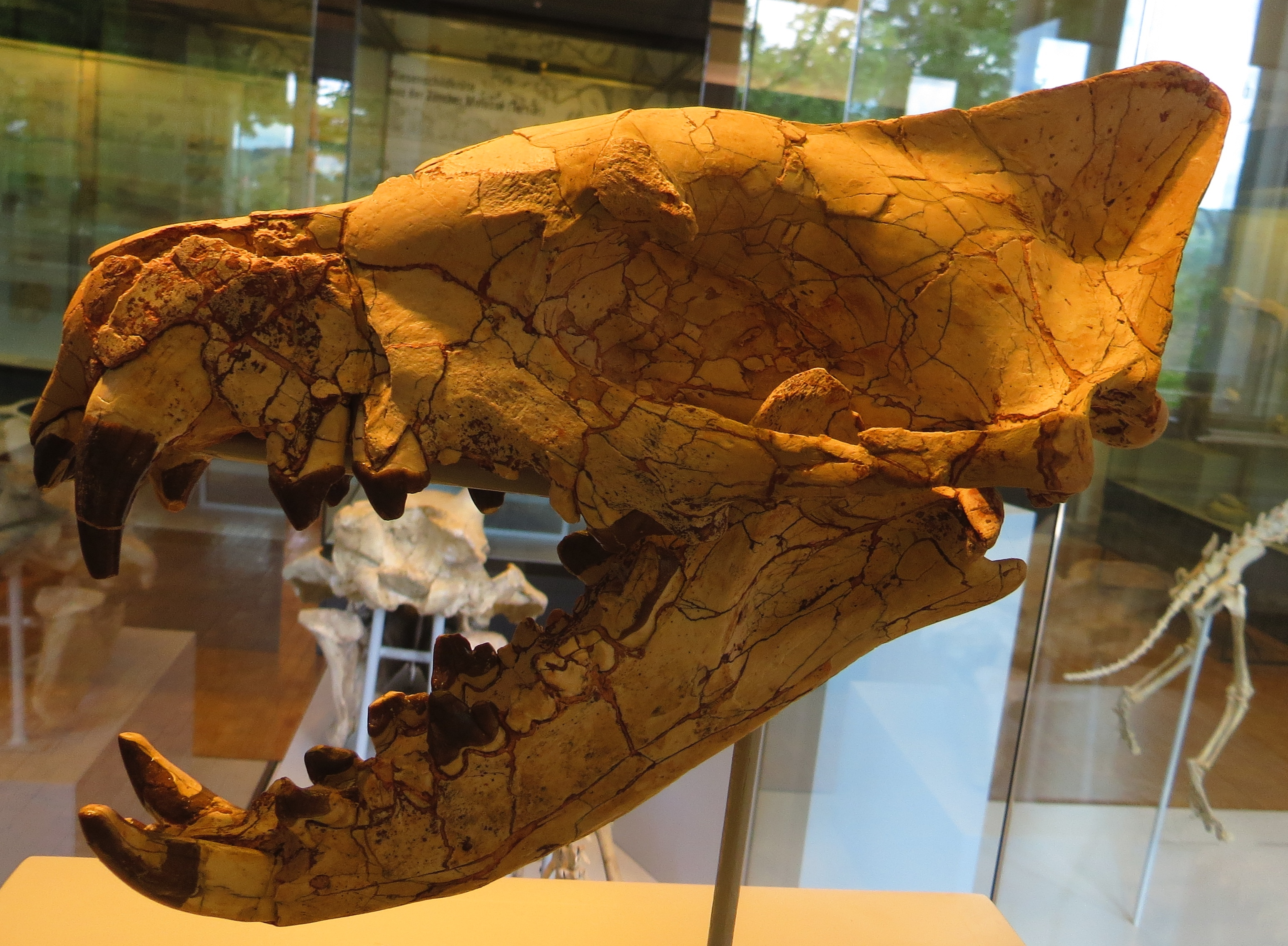
Череп Гієнодона

Невідомо, чому саме креодонти були витіснені хижаками. Можливою причиною був менший мозок і повільніше пересування, яке було менш енергоефективним, ніж пересування хижаків (особливо під час бігу). Будова кінцівок креодонтів обмежувала їхній рух вертикальною площиною як у коней, тому креодонти не могли повертати свої зап'ястя і передпліччя під час бігу, оббігаючи чи хапаючи здобич, як це роблять сучасні хижаки. Утримання креодонтами здобичі повністю залежало від щелеп. Можливо, через це більшість креодонтів мала більшу за розмірами голову відносно тулубу, ніж у сучасні хижаки такого ж розміру. Попереково-крижовий відділ хребта у креодонтів був не такий ефективний для бігу, як у сучасних м'ясоїдних. Розташування зубів було також дещо іншим. У міацидів (зокрема й у сучасних хижаків), останній верхній малий корінний зуб і перший нижній корінний зуб є хижими зубами, що залишає більше місця для задніх зубів, які призначено для перетирання нем'ясної їжі (зуби псових є найбільш близьким сучасним аналогом зубів міацидів). У креодонтів хижі зуби розташовувалися набагато далі — це або перші верхні та другі нижні кутні зуби, або другі верхні та треті нижні кутні зуби. Це обмежувало дієту креодонтів суто м'ясною їжею. Усі ці обмеження, можливо, були суттєвими недоліками для виживання виду протягом мільйонів років його існування.

## Систематика
Oxyaenidae:
- Dipsalidictis †
- Dipsalodon †
- Оксіени †
- Palaeonictis †
- Paroxyaena †
- Patriofelis †
- Саркастодон †
- Tytthaena †

Hyaenodonta:
- Родина Proviverridae
  - Рід Allopterodon
  - Рід Arfia
  - Рід Boualitomus
  - Рід Cynohyaenodon
  - Рід Eurotherium
  - Рід Indohyaenodon
  - Рід Kyawdawia
  - Рід Leonhardtina
  - Рід Masrasector
  - Рід Paracynohyaenodon
  - Рід Paratritemnodon
  - Рід Prodissopsalis
  - Рід Prototomus
  - Рід Proviverra
  - Рід Sinopa
  - Рід Tinerhodon
- Родина Limnocyonidae
  - Рід Iridodon
  - Рід Limnocyon
  - Рід Oxyaenodon
  - Рід Prolimnocyon
- Родина Hyaenodontidae
  - Рід Thinocyon
  - Рід Hyaenodon
  - Рід Metapterodon
  - Рід Neoparapterodon
  - Рід Pyrocyon
- Родина Hyainailouridae
  - Підодина Apterodontinae
    - Рід Anasinopa
    - Рід Apterodon
    - Рід Buhakia
    - Рід Dissopsalis
    - Рід Francotherium
    - Рід Simbakubwa

  - Підодина Hyainailourinae
    - Рід Hemipsalodon
    - Рід Paroxyaena
    - Рід Pterodon
    - Рід Akhnatenavus
    - Рід Leakitherium
    - Рід Isohyaenodon
    - Рід Hyainailurus
    - Рід Megistotherium
    - Рід Metasinopa
- Incertae sedis
  - Рід Acarictis
  - Рід Alienetherium
  - Рід Consobrinus
  - Рід Galecyon
  - Рід Gazinocyon
  - Рід Geiselotherium
  - Рід Hyaenodontipus
  - Рід Imperatoria
  - Рід Ischnognathus
  - Рід Orienspterodon
  - Рід Oxyaenoides
  - Рід Paenoxyaenoides
  - Рід Parapterodon
  - Рід Paravagula
  - Рід Praecodens
  - Рід Prolaena
  - Рід Propterodon
  - Рід Proviverroides
  - Рід Quasiapterodon
  - Рід Quercitherium
  - Рід Schizophagus
  - Рід Teratodon
  - Рід Thereutherium
  - Рід Tritemnodon
  - Рід Yarshea